# Budd-Küste
Koordinaten: 67° S, 112° O
Die Budd-Küste ist ein Küstenabschnitt im ostantarktischen Wilkesland, der sich zwischen den Hatch-Inseln bei 109° 16’ O und Kap Waldron bei  115° 33’ O erstreckt. An diesem Küstenabschnitt liegt die Casey-Station.
Entdeckt wurde die Küste im Februar 1840 im Rahmen der vom US-amerikanischen Polarforscher Charles Wilkes geleiteten United States Exploring Expedition (1838–1842). Wilkes benannte sie nach Leutnant Thomas Augustus Budd (1813–1862), Schiffsführer auf der USS Peacock bei dieser Forschungsreise.